# Врховни суд Исланда
Врховни суд Исланда (исл. Hæstiréttur Ísland) је највиши судски орган Исланда. Врховни суд је био основан према Закону бр. 22/1919 и своју прву сједницу је одржао 16. фебруара 1920. године.